# Komysz-Zoria
Komysz-Zoria (ukr. Комиш-Зоря) – osiedle typu miejskiego na Ukrainie w rejonie kujbyszewskim obwodu zaporoskiego.

## Historia
Status osiedla typu miejskiego posiada od 1938.
W 1989 liczyła 2826 mieszkańców.
W 2013 liczyła 2311 mieszkańców.